# 早川 (山梨県)
早川（はやかわ）は、山梨県早川町から身延町にかけて流れている河川である。早川町を北から南へ貫流し、身延町飯富において富士川にそそぐ。流路延長71km。流域面積514kｍ²。
早川町以北の南アルプス市（旧芦安村村域）から川は流れているが、南アルプス市の流域では野呂川（のろがわ）と呼ばれている。野呂川は北岳、間ノ岳を源流とし、白鳳渓谷（広河原）を通り南下する。南アルプスと早川の境で西農鳥岳を源流とする荒川と合流し、早川となる。

## 概要
かつては、富士川の支流の中でも急流の一つに数えられていたが、水力発電所同士が地中のパイプで送水するようになり、水量が減っている。
また、流域は急峻な地形であり、1959年の伊勢湾台風の時に甚大な被害を受けたことから、国土交通省関東地方整備局富士川砂防事務所早川出張所が設置され、砂防事業を行っている。
流域からは木材を産し金の採掘も行われ、戦国時代には河内領主の穴山氏が領する。早川入と呼ばれた木材生産は江戸時代にも継続され、筏によって流送されると富士川を通じて江戸へ回送され、天保15年（1844年）の江戸城本丸焼失に際しては再建用材として使用されている。

## 水力発電
近代には電力供給地となり、早川の水力発電所は大正時代に初めて建設された。2006年2月現在は以下の4事業者が13か所の発電施設を保有する。
東京電力
- 早川第一発電所
- 早川第三発電所
- 田代川第一発電所
- 田代川第二発電所

東京発電
- 雨畑川発電所

山梨県企業局
- 野呂川発電所
- 奈良田第一発電所
- 奈良田第二発電所
- 奈良田第三発電所
- 湯島発電所
- 西山発電所

日本軽金属
- 角瀬発電所
- 波木井発電所

## 主な支流
- 春木川
- 雨畑川
- 内河内川
- 黒桂河内川

## 流域
- 白鳳渓谷‐野呂川流域にある。
- 奈良田温泉
- 西山温泉
- 新倉（あらくら）の糸魚川－静岡構造線の露頭：国の天然記念物
- 赤沢宿：国の重要伝統的建造物群保存地区